# São Bento do Cortiço e Santo Estêvão
São Bento do Cortiço e Santo Estêvão (oficialmente: União das Freguesias de São Bento do Cortiço e Santo Estêvão) é uma freguesia portuguesa do município de Estremoz, com 56,97 km² de área e 680 habitantes (censo de 2021). A sua densidade populacional é 11,9 hab./km².

## História
Foi constituída em 2013, no âmbito de uma reforma administrativa nacional, pela agregação das antigas freguesias de São Bento do Cortiço e Santo Estêvão e tem a sede em São Bento do Cortiço.

## Demografia
A população registada nos censos foi:
| Distribuição da População por Grupos Etários | Distribuição da População por Grupos Etários | Distribuição da População por Grupos Etários | Distribuição da População por Grupos Etários | Distribuição da População por Grupos Etários | Distribuição da População por Grupos Etários |
| -------------------------------------------- | -------------------------------------------- | -------------------------------------------- | -------------------------------------------- | -------------------------------------------- | -------------------------------------------- |
| Antes da agregação                           |                                              |                                              |                                              |                                              |                                              |
| Ano                                          | 0-14 anos                                    | 15-24 anos                                   | 25-64 anos                                   | >= 65 anos                                   | Total                                        |
| 2001                                         | 96                                           | 86                                           | 409                                          | 237                                          | 828                                          |
| 2011                                         | 77                                           | 76                                           | 367                                          | 253                                          | 773                                          |
| Após a agregação                             |                                              |                                              |                                              |                                              |                                              |
| Ano                                          | 0-14 anos                                    | 15-24 anos                                   | 25-64 anos                                   | >= 65 anos                                   | Total                                        |
| 2021                                         | 67                                           | 49                                           | 335                                          | 229                                          | 680                                          |